# كارلوفاتشكو

Karlovačko هي بيرة شهيرة في كرواتيا والبوسنة والهرسك. إنه المنتج المميز لمصنع الجعة Karlovačka Pivovara ، وهي شركة تابعة لشركة Heineken International ، وتقع في مدينة كارلوفاك. يحتوي على نسبة الكحول حوالي 5.4٪ من حيث الحجم. يصفه صانعوها بأنه "أصفر ذهبي" في اللون و "منعش" طعمه مر. فازت بالميدالية الذهبية لعام 2005 في مجال صناعة البيرة في فئة البيرة مع 4.5 إلى 5.5 في المائة من الكحول. في الصورة هنا في زجاجة بنية اللون ، يُباع Karlovačko الآن في زجاجات خضراء (أيضًا في علب وعبوات بلاستيكية).

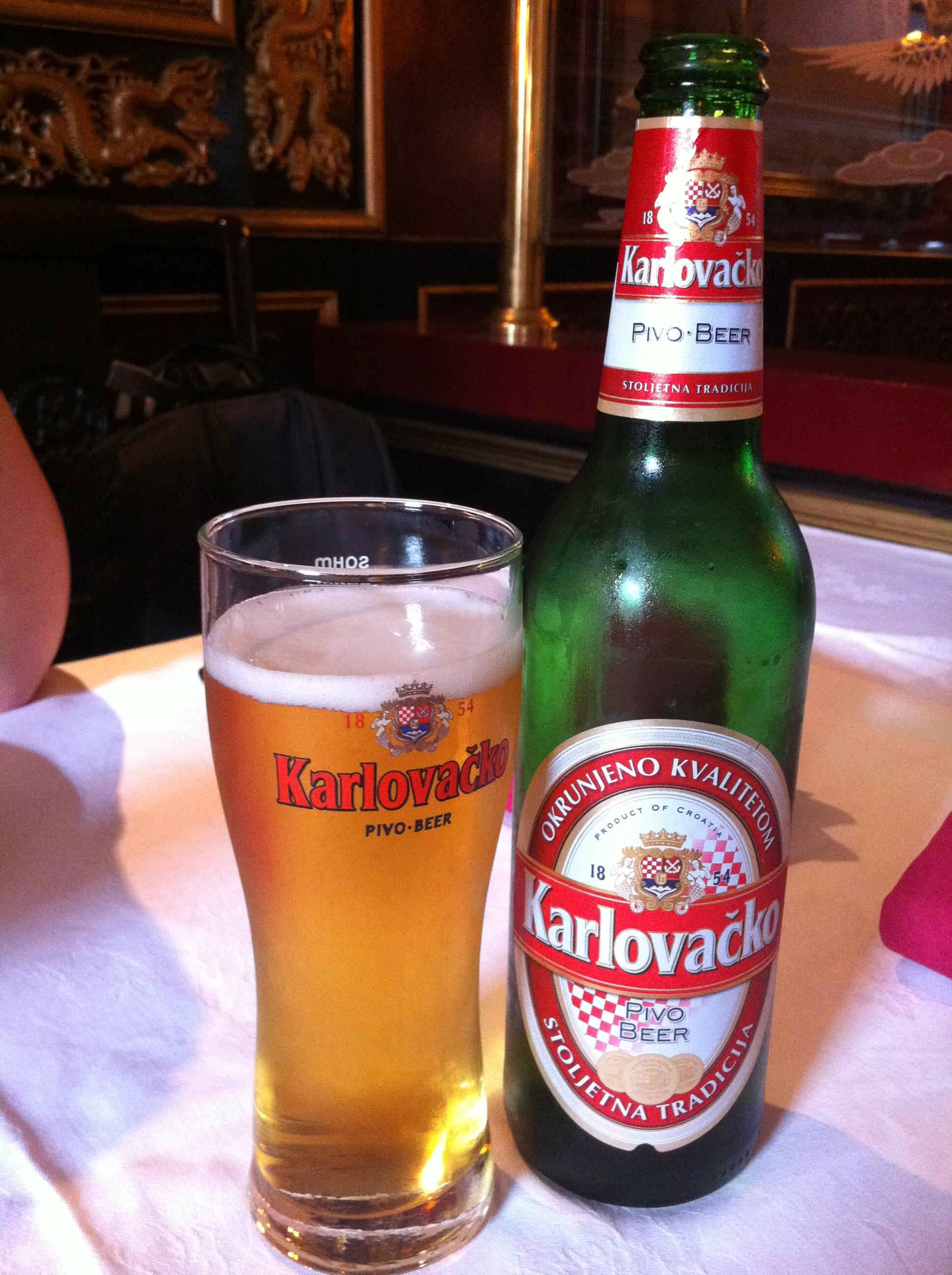
قارورة كارلوفاتشكو